# HNRNPK
البروتين النووي الريبوزي K النووي المتغاير (بالإنجليزية: Heterogeneous nuclear ribonucleoprotein K)‏ واختصارا (HNRNPK) هو بروتين يُشفَّر لدى البشر بواسطة الجين HNRNPK.

## الوظيفة
ينتمي هذا الجين إلى العائلة الفرعية المعبر عنها بكثرة من البروتينات النووية الريبوزية النووية المتغايرة (hnRNPs). الـhnRNPs هي بروتينات مرتبطة بالرنا وتشكل مركبات مع الرنا النووي المتغاير (hnRNA). لهذه البروتينات علاقة بالرنا قبل الرسول في النواة ويبدو أنها تؤثر على معالجة الرنا قبل الرسول ونواحي أخرى من أيض الرنا الرسول ونقله إلى السيتوبلازم. في حين أن جميع الـhnRNPs متواجدة في النواة، يبدو أن بعضها يتنقل بين النواة السيتوبلازم. لدى بروتين الـhnRNP خصائص مميزة عند الارتباط بالحمض النووي. يتواجد البروتين المشفر من هذا الجين في بلازما النواة ولديه ثلاث نطاقات KH‏ والتي ترتبط بجزيئات الرنا. هذا البروتين مميز عن بقية الـhnRNPs في تفضيلاته عند الارتباط حيث يرتبط بشدة مع عديد (C). يُعتقد أن لهذا البروتين كذلك دور أثناء تقدم دورة الخلية. تم وصف العديد من المتغيرات الناتجة من التضفير البديل لهذا الجين لكن لم توصف سوى ثلاثة متغيرات بشكل كامل.

## التآثرات
تبين أن بروتين HNRPK يتآثر مع:
- CSK.[3]
- DDX1.[4]
- HNRNPL.[5]
- KHDRBS1.[6]
- PCBP2.[5]
- PRMT1. [7][8]
- PTBP1. [5]